# Proces suradnje u jugoistočnoj Europi
Proces suradnje u jugoistočnoj Europi (kratica: SEECP, od engleski South-East European Cooperation Process) osnovan je 1996. kao regionalni forum za zemlje jugoistočne Europe. Svrha foruma je produbiti suradnju među zemljama sudionicama Procesa na očuvanju trajnog mira i stabilnosti, jačanje proeuropskih snaga u regiji i omogućiti približavanje zemalja sudionica europskim i euroatlantskim integracijama. Zemlje sudionice su Albanija, Grčka, Bugarska, Makedonija, Rumunjska, Turska, Srbija (kao zemlja sljednica Srbije i Crne Gore), koje su ujedno i zemlje osnivačice Procesa, Bosna i Hercegovina, koja je pristupila 2001., Hrvatska, pristupila 2004., Moldavija, pristupila 2006., Crna Gora, pristupila 2007. i Slovenija, pristupila 2010., Kosovo pristupila 2014.

## Organizacija
SEECP je neinstitucionalizirana struktura, što znači da nema svoj proračun i stalno sjedište i administraciju. SEECP-om koordinira zemlja predsjedateljica, koja se izmjenjuje svake godine po načelu rotacije. Zemlja predsjedateljica predstavlja SEECP na međunarodnim sastancima, domaćin je godišnjem sastanku šefova država i vlada, sastanku ministara vanjskih poslova, četirima sastancima Odbora političkih direktora godišnje te sastanaka resornih ministara. Hrvatska je predsjedavala SEECP-om od 3. svibnja 2006., a 11. svibnja 2007. predsjedavanje je preuzela Bugarska.
Prijašnje zemlje predsjedateljice su Grčka (1997.), Turska (1998.), Rumunjska (travanj 1999. - svibanj 2000.), Makedonija (2000. – 2001.), Albanija (2001. – 2002.), Srbija i Crna Gora (2002. – 2003.), Bosna i Hercegovina (2003. – 2004.), Rumunjska (2004. – 2005.) i Grčka (2005. – 2006.).

## Ciljevi
SEECP je jedini oblik međudržavne suradnje u Jugoistočnoj Europi nastao na njihov vlastiti poticaj, u svrhu poboljšanja političke klime u području, koje se godinama suočavalo s političkim i vojnim sukobima.
Glavni ciljevi SEECP-a su:
- razvoj stabilnosti, sigurnosti i dobrosusjedskih odnosa
- intenziviranje međudržavne, gospodarske i trgovinske suradnje, posebno prekogranične suradnje, poboljšanje prijevoza, komunikacije i energetske infrastrukture, ulaganja i promicanje trgovine
- promicanje suradnje na humanitarnomu, društvenomu i kulturnomu polju
- pravosudna suradnja, za borbu protiv organiziranoga kriminala, ilegalne trgovine i oružjem i terorizma

## Vanjske poveznice
- Hrvatsko predsjedanje 2006.-2007.  Arhivirana inačica izvorne stranice od 1. travnja 2007. (Wayback Machine)
- Grčko predsjedanje 2005.-2006.  Arhivirana inačica izvorne stranice od 28. rujna 2007. (Wayback Machine) (na engl.)
- Rumunjsko predsjedanje 2004.-2005.  Arhivirana inačica izvorne stranice od 22. veljače 2007. (Wayback Machine) (na engl.)
- Stranica moldavske vlade (na engl.)
- Stranica crnogorske vlade  Arhivirana inačica izvorne stranice od 14. listopada 2006. (Wayback Machine)